# Eduard Tenschert
Eduard Tenschert (* 18. April 1912 in Linz; † 19. März 2003 in Kufstein) war ein österreichischer Maler.

## Leben
Eduard Tenschert studierte an der Akademie der bildenden Künste Wien bei Wilhelm Dachauer, an der Akademie der bildenden Künste München bei Karl Caspar und an der Städelschule in Frankfurt am Main bei Scholz. Nach dem Zweiten Weltkrieg lebte er in Tirol, zunächst in Fügen, von 1956 bis 1973 in Hopfgarten im Brixental und von 1973 bis zu seinem Tod 2003 in Kufstein.
Tenschert schuf Landschaften und Porträts in Öl und Aquarell sowie figürliche Wandmalereien an öffentlichen Gebäuden im Tiroler Unterland.

## Werke

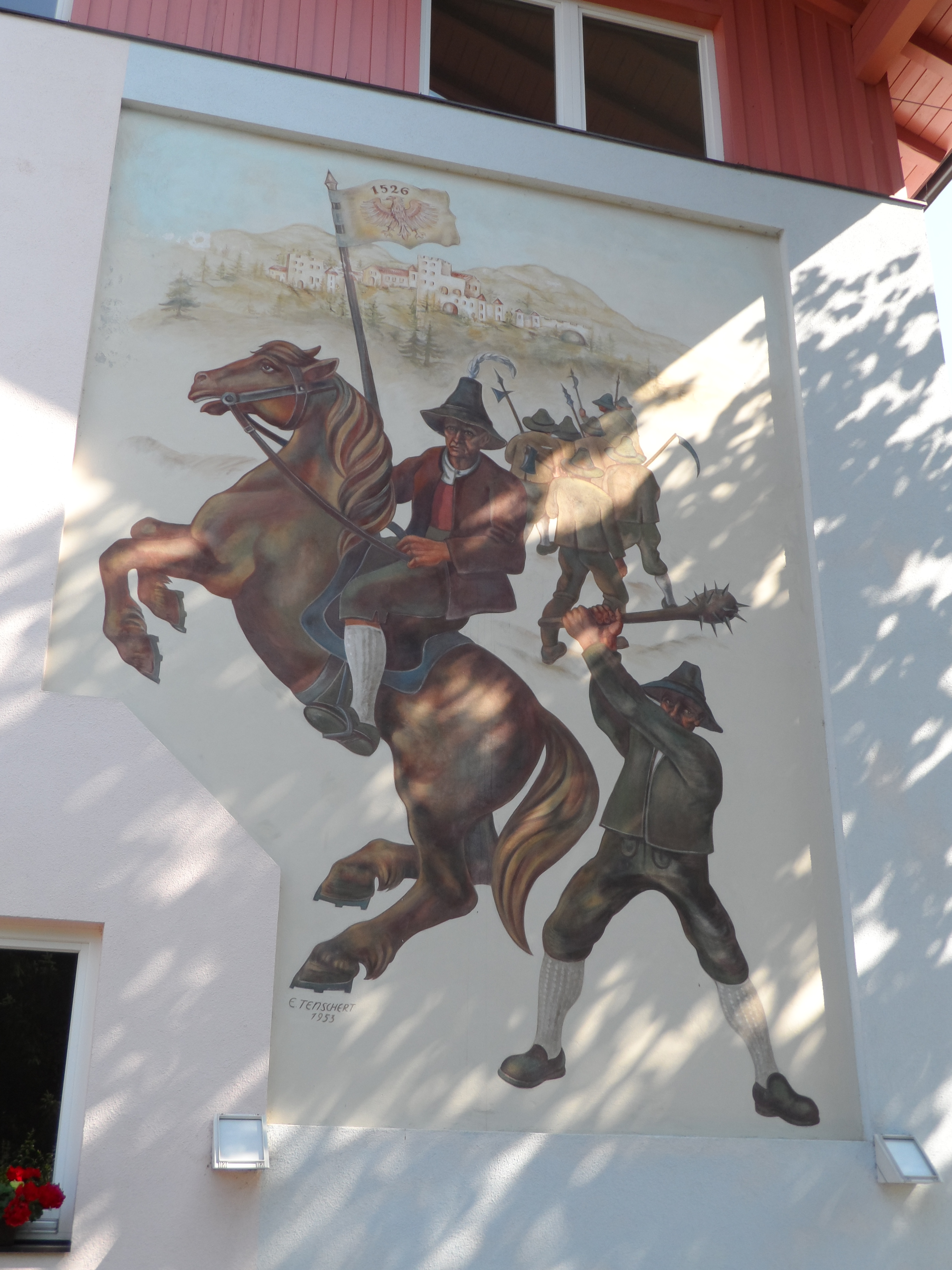
Wandbild Bauernaufstand, Volksschule Itter

- Vor dem Sturm auf der Höhe 200, Graphische Sammlungen, Tiroler Landesmuseum Ferdinandeum, Innsbruck, Oktober 1941[3]
- Wandbild Kaiser Maximilian, Stiegenhaus der Hauptschule Wattens, um 1950 (nicht erhalten)[4]
- Wandmalerei Bauernaufstand, Volksschule Itter, 1953[1]
- Fassadenmalerei, Kramerwirt, Mayrhofen, 1954[5]
- Wandmalerei Hl. Florian, Feuerwehrgerätehaus Schlitters, 1955[6]
- Nischenbildstock mit Fresko Pietà, Friedhof Aschau im Zillertal, 1956–1958[7]
- Wandmalerei, Schulhaus St. Jakob am Arlberg, 1958 (nicht erhalten)[8]
- Fresko, Volksschule Vorderthiersee, um 1958[9]
- Fresko und Relieftafeln, Totenhalle, Friedhof Ellmau, 1968[10]
- Wandbild Dienen und Helfen, Volksschule Schwoich, um 1969[11]
- Sgraffito, Pfarrzentrum Sparchen, Kufstein, 1983[12]